# جون نولز ايم ثورن
جون نولز إيم ثورن (7 مارس 1881 - 5 يوليو 1956) كان ضابطًا في البحرية الملكية البريطانية وكان مساعدًا لرئيس هيئة الأركان البحرية من عام 1931 إلى عام 1933.

## السيرة الشخصية
انضم إيم ثورن إلى البحرية الملكية في يناير 1895، وتم ترقيته إلى رتبة ملازم في 15 يناير 1902. في أغسطس من ذلك العام تم نقله إلى سفينة مستودع الطوربيدات فولكان ليخدم مع أسطول البحر الأبيض المتوسط. خدم في الحرب العالمية الأولى، بشكل أساسي في مهام التلغراف والإشارة اللاسلكية، وتمت ترقيته إلى رتبة نقيب في 30 يونيو 1918. بعد الحرب، عيّن العديد من التعيينات في الطاقم، كمساعد مدير شركة الطوربيد الكهربائية والتعدين حتى عام 1920، ثم مدير قسم الإشارات حتى عام 1921.
كان قائد سفينة هوود من عام 1923 إلى عام 1925، وخلال هذه الفترة شاركت السفينة في جولة ترويجية في موانئ مختلفة حول العالم، في الرحلة العالمية لسرب الخدمة الخاصة.
في مارس 1931، تم تعيينه مساعدًا لرئيس هيئة الأركان البحرية، وهو تعيين كبير في البحرية الملكية. خدم في هذا المنصب حتى عام 1933، عندما تم تعيينه كقائد لسرب كروزر الأول في أسطول البحر الأبيض المتوسط.
تمت ترقيته إلى نائب أميرال في يناير 1935، وتقاعد من الخدمة في وقت لاحق من نفس العام.

## العائلة
تزوج إم ثورن من مارجريت إليزابيث فليمنج.

## روابط خارجية
- http://www.hmshood.com/crew/biography/imthurn_bio.htm